# Strongylopus fasciatus
Espèce
Synonymes
- Rana fasciata Smith, 1849

Statut de conservation UICN

 LC  : Préoccupation mineure
Strongylopus fasciatus est une espèce d'amphibiens de la famille des Pyxicephalidae.

## Répartition
Cette espèce est endémique du Sud de l'Afrique. Elle se rencontre jusqu'à 1 100 m d'altitude en Afrique du Sud, au Lesotho, au Mozambique, au Swaziland, en Zambie et au Zimbabwe,.

## Publication originale
- Smith, 1849 : Illustrations of the zoology of South Africa, consisting chiefly of figures and descriptions of the objects of natural history collected during an expedition into the interior of South Africa, in the years 1834, 1835, and 1836; fitted out by "The Cape of Good Hope Association for Exploring Central Africa" : together with a summary of African zoology, and an inquiry into the geographical ranges of species in that quarter of the globe, vol. 3, no 28.